# Gauss (equip ciclista)
El Gauss (codi UCI: GAU) va ser un equip ciclista femení italià. Creat al 2005, va tenir categoria UCI Women's Team fins a la seva desaparició al 2011.

## Classificacions UCI
Aquesta taula mostra la plaça de l'equip a la classificació de la Unió Ciclista Internacional a final de temporada i també la millor ciclista en la classificació individual de cada temporada.
| Temporada | Classificació per equips | Millor ciclista en la classificació individual |
| --------- | ------------------------ | ---------------------------------------------- |
| 2005      | 17è                      | Fabiana Luperini (49a)                         |
| 2006      | 11è                      | Giorgia Bronzini (22a)                         |
| 2007      | 13è                      | Martina Corazza (30a)                          |
| 2008      | 8è                       | Tatiana Guderzo (16a)                          |
| 2009      | 14è                      | Edita Pučinskaitė (40a)                        |
| 2010      | 5è                       | Giorgia Bronzini (8a)                          |
| 2011      | 8è                       | Tatiana Antóixina (11a)                        |

Del 2005 al 2011 l'equip va participar en la Copa del món. Abans de la temporada 2006 no hi havia classificació per equips, i es mostra la millor ciclista en la classificació individual.
| Temporada | Classificació per equips | Millor ciclista en la classificació individual |
| --------- | ------------------------ | ---------------------------------------------- |
| 2005      | -                        | Fabiana Luperini (83a)                         |
| 2006      | 13è                      | Giorgia Bronzini (9a)                          |
| 2007      | -                        | Martina Corazza (62a)                          |
| 2008      | 15è                      | Iúlia Martíssova (22a)                         |
| 2009      | 17è                      | Iúlia Martíssova (27a)                         |
| 2010      | 9è                       | Martine Bras (15a)                             |
| 2011      | 11è                      | Tatiana Antóixina (10a)                        |

## Composició de l'equip
| \| Llista de l'equip 2009 \| Llista de l'equip 2009 \| Llista de l'equip 2009 \| Llista de l'equip 2009 \| \| Ciclista \| Data de naixement \| Equip previ \| \| \| ------------------------------------------ \| ---------------------- \| ---------------------------------------- \| ---------------------- \| \| Veronica Alessio (15 de maig–31 de des) \| 12 de desembre de 1987 \| SC Michela Fanini Record Rox (2008) \| \| \| Tatiana Antóixina \| 27 de juliol de 1982 \| Fenixs (2008) \| \| \| Emanuela Azzini \| 6 de octubre de 1981 \| CMAX Dila-Guerciotti-Cogeas (2007) \| \| \| Monia Baccaille (1 de juny–1 de des) \| 10 de abril de 1984 \| Fenixs (2008) \| \| \| Valentina Bastianelli (1 de gen–8 de juny) \| 4 de desembre de 1987 \| SC Michela Fanini Record Rox (2008) \| \| \| Tania Belvederesi \| 31 de gener de 1977 \| Top Girls Fassa Bortolo Raxy Line (2006) \| \| \| Chiara Bortolus \| 7 de juny de 1988 \| \| \| \| Martina Corazza \| 8 de juny de 1979 \| Let's Go Finland (2004) \| \| \| Alice Donadoni (20 de juny–31 de des) \| 8 de desembre de 1988 \| Team CMAX Dila (2009) \| \| \| Tatiana Guderzo (1 de gen–31 de maig) \| 22 de agost de 1984 \| AA Drink-Cycling Team (2007) \| \| \| Eva Lechner \| 1 de juliol de 1985 \| Fenixs-Colnago (2006) \| \| \| Iúlia Martíssova \| 15 de juny de 1976 \| Fenixs-Colnago (2006) \| \| \| Edita Pučinskaitė (3 de juny–31 de des) \| 27 de novembre de 1975 \| Equipe Nürnberger Versicherung (2008) \| \| \| Eleonora Suelotto \| 16 de desembre de 1988 \| \| \| \| Marta Tagliaferro (1 de juny–31 de des) \| 4 de novembre de 1989 \| Titanedi-Frezza-Acca Due O (2008) \| \| \| \| \| \| \| \| Font: UCI \| \| \| \| |                        |                                          |  |
| Llista de l'equip 2009 |                        |                                          |  |
| Ciclista | Data de naixement      | Equip previ                              |  |
| Veronica Alessio (15 de maig–31 de des) | 12 de desembre de 1987 | SC Michela Fanini Record Rox (2008)      |  |
| Tatiana Antóixina | 27 de juliol de 1982   | Fenixs (2008)                            |  |
| Emanuela Azzini | 6 de octubre de 1981   | CMAX Dila-Guerciotti-Cogeas (2007)       |  |
| Monia Baccaille (1 de juny–1 de des) | 10 de abril de 1984    | Fenixs (2008)                            |  |
| Valentina Bastianelli (1 de gen–8 de juny) | 4 de desembre de 1987  | SC Michela Fanini Record Rox (2008)      |  |
| Tania Belvederesi | 31 de gener de 1977    | Top Girls Fassa Bortolo Raxy Line (2006) |  |
| Chiara Bortolus | 7 de juny de 1988      |                                          |  |
| Martina Corazza | 8 de juny de 1979      | Let's Go Finland (2004)                  |  |
| Alice Donadoni (20 de juny–31 de des) | 8 de desembre de 1988  | Team CMAX Dila (2009)                    |  |
| Tatiana Guderzo (1 de gen–31 de maig) | 22 de agost de 1984    | AA Drink-Cycling Team (2007)             |  |
| Eva Lechner | 1 de juliol de 1985    | Fenixs-Colnago (2006)                    |  |
| Iúlia Martíssova | 15 de juny de 1976     | Fenixs-Colnago (2006)                    |  |
| Edita Pučinskaitė (3 de juny–31 de des) | 27 de novembre de 1975 | Equipe Nürnberger Versicherung (2008)    |  |
| Eleonora Suelotto | 16 de desembre de 1988 |                                          |  |
| Marta Tagliaferro (1 de juny–31 de des) | 4 de novembre de 1989  | Titanedi-Frezza-Acca Due O (2008)        |  |
| |                        |                                          |  |
| Font: UCI |                        |                                          |  |

| \| Llista de l'equip 2010 \| Llista de l'equip 2010 \| Llista de l'equip 2010 \| Llista de l'equip 2010 \| \| Ciclista \| Data de naixement \| Equip previ \| \| \| ---------------------- \| ---------------------- \| ----------------------------------- \| ---------------------- \| \| Veronica Alessio \| 12 de desembre de 1987 \| SC Michela Fanini Record Rox (2008) \| \| \| Alessandra Borchi \| 15 de agost de 1983 \| Safi-Pasta Zara-Titanedi (2009) \| \| \| Giada Borgato \| 15 de juny de 1989 \| Selle Italia Ghezzi (2009) \| \| \| Martine Bras \| 17 de maig de 1978 \| Selle Italia Ghezzi (2009) \| \| \| Giorgia Bronzini \| 3 de agost de 1983 \| Safi-Pasta Zara-Titanedi (2009) \| \| \| Alice Donadoni \| 8 de desembre de 1988 \| Team CMAX Dila (2009) \| \| \| Ielena Kutxínskaia \| 11 de desembre de 1984 \| \| \| \| Iúlia Martíssova \| 15 de juny de 1976 \| Fenixs-Colnago (2006) \| \| \| Flávia Oliveira \| 27 de octubre de 1981 \| SC Michela Fanini Record Rox (2009) \| \| \| Edita Pučinskaitė \| 27 de novembre de 1975 \| Team CMAX Dila (2009) \| \| \| Eleonora Suelotto \| 16 de desembre de 1988 \| \| \| \| \| \| \| \| \| Font: UCI \| \| \| \| |                        |                                     |  |
| Llista de l'equip 2010 |                        |                                     |  |
| Ciclista | Data de naixement      | Equip previ                         |  |
| Veronica Alessio | 12 de desembre de 1987 | SC Michela Fanini Record Rox (2008) |  |
| Alessandra Borchi | 15 de agost de 1983    | Safi-Pasta Zara-Titanedi (2009)     |  |
| Giada Borgato | 15 de juny de 1989     | Selle Italia Ghezzi (2009)          |  |
| Martine Bras | 17 de maig de 1978     | Selle Italia Ghezzi (2009)          |  |
| Giorgia Bronzini | 3 de agost de 1983     | Safi-Pasta Zara-Titanedi (2009)     |  |
| Alice Donadoni | 8 de desembre de 1988  | Team CMAX Dila (2009)               |  |
| Ielena Kutxínskaia | 11 de desembre de 1984 |                                     |  |
| Iúlia Martíssova | 15 de juny de 1976     | Fenixs-Colnago (2006)               |  |
| Flávia Oliveira | 27 de octubre de 1981  | SC Michela Fanini Record Rox (2009) |  |
| Edita Pučinskaitė | 27 de novembre de 1975 | Team CMAX Dila (2009)               |  |
| Eleonora Suelotto | 16 de desembre de 1988 |                                     |  |
| |                        |                                     |  |
| Font: UCI |                        |                                     |  |

| \| Llista de l'equip 2011 \| Llista de l'equip 2011 \| Llista de l'equip 2011 \| Llista de l'equip 2011 \| \| Ciclista \| Data de naixement \| Equip previ \| \| \| ------------------------ \| ---------------------- \| ------------------------------- \| ---------------------- \| \| Tatiana Antóixina \| 27 de juliol de 1982 \| Valdarno (2010) \| \| \| Alessandra Borchi \| 15 de agost de 1983 \| Safi-Pasta Zara-Titanedi (2009) \| \| \| Christel Ferrier-Bruneau \| 8 de juliol de 1979 \| Vienne Futuroscope (2010) \| \| \| Lorena Foresi \| 11 de abril de 1988 \| Safi-Pasta Zara (2010) \| \| \| Sylwia Kapusta \| 8 de desembre de 1982 \| Safi-Pasta Zara (2010) \| \| \| Ielena Kutxínskaia \| 11 de desembre de 1984 \| \| \| \| Iúlia Martíssova \| 15 de juny de 1976 \| Fenixs-Colnago (2006) \| \| \| Valentina Scandolara \| 1 de maig de 1990 \| Vaiano Solaristech (2010) \| \| \| Eleonora Suelotto \| 16 de desembre de 1988 \| \| \| \| Luisa Tamanini \| 31 de gener de 1980 \| ACS Chirio-Forno d'Asolo (2010) \| \| \| Aurore Verhoeven \| 15 de gener de 1990 \| ESGL 93-GSD Gestion (2010) \| \| \| Ambra Zago \| 5 de juny de 1991 \| \| \| \| Susanna Zorzi \| 13 de març de 1992 \| \| \| \| \| \| \| \| \| Font: UCI \| \| \| \| |                        |                                 |  |
| Llista de l'equip 2011 |                        |                                 |  |
| Ciclista | Data de naixement      | Equip previ                     |  |
| Tatiana Antóixina | 27 de juliol de 1982   | Valdarno (2010)                 |  |
| Alessandra Borchi | 15 de agost de 1983    | Safi-Pasta Zara-Titanedi (2009) |  |
| Christel Ferrier-Bruneau | 8 de juliol de 1979    | Vienne Futuroscope (2010)       |  |
| Lorena Foresi | 11 de abril de 1988    | Safi-Pasta Zara (2010)          |  |
| Sylwia Kapusta | 8 de desembre de 1982  | Safi-Pasta Zara (2010)          |  |
| Ielena Kutxínskaia | 11 de desembre de 1984 |                                 |  |
| Iúlia Martíssova | 15 de juny de 1976     | Fenixs-Colnago (2006)           |  |
| Valentina Scandolara | 1 de maig de 1990      | Vaiano Solaristech (2010)       |  |
| Eleonora Suelotto | 16 de desembre de 1988 |                                 |  |
| Luisa Tamanini | 31 de gener de 1980    | ACS Chirio-Forno d'Asolo (2010) |  |
| Aurore Verhoeven | 15 de gener de 1990    | ESGL 93-GSD Gestion (2010)      |  |
| Ambra Zago | 5 de juny de 1991      |                                 |  |
| Susanna Zorzi | 13 de març de 1992     |                                 |  |
| |                        |                                 |  |
| Font: UCI |                        |                                 |  |